# أولاد زيدان (أولاد زيدان)
أولاد زيدان هي إحدى مشيخات المملكة المغربية، تتبع جغرافيا لإقليم برشيد وإداريًا لأولاد زيدان. يقدر عدد سكانها بـ 3019 نسمة حسب الإحصاء الرسمي للسكان والسكنى لسنة 2004.